# Bernhard Langer
Bernhard Langer (27 de agosto de 1957) é um jogador profissional de golfe da Alemanha aposentado. Langer foi duas vezes campeão do Masters de Golfe, uma em 1985 e outra em 1993.

## Títulos

### Torneios Major´s (2)
| Ano  | Campeonato       | Resultados            | Margem    | Vice-campeão                                       |
| ---- | ---------------- | --------------------- | --------- | -------------------------------------------------- |
| 1985 | Masters de Golfe | −6 (72-74-68-68=282)  | 2 tacadas | Severiano Ballesteros Raymond Floyd Curtis Strange |
| 1993 | Masters de Golfe | −11 (68-70-69-70=277) | 4 tacadas | Chip Beck                                          |